# Aleksander Paluszek
Aleksander Paluszek (Wrocław, 2001. április 9. –) lengyel korosztályos válogatott labdarúgó, a Śląsk Wrocław hátvédje.

## Pályafutása

### Klubcsapatokban
Paluszek a lengyelországi Wrocław városában született. Az ifjúsági pályafutását a helyi Śląsk Wrocław akadémiájánál kezdte.
2018-ban mutatkozott be a Śląsk Wrocław tartalékcsapatában. 2019-ben az első osztályban szereplő Górnik Zabrzéhez igazolt. Először a 2020. július 6-ai, Wisła Płock ellen 1–0-ra elvesztett mérkőzésen lépett pályára. A 2021–22-es szezonban a szlovák Pohronie és a lengyel Skra Częstochowa csapatát erősítette kölcsönben. Első gólját 2022. augusztus 7-én, a Raków Częstochowa ellen 1–0-ra megnyert találkozón szerezte meg. 2023. augusztus 1-jén kétéves szerződést kötött a Śląsk Wrocław együttesével.

### A válogatottban
Paluszek az U18-as, az U20-as és az U21-es korosztályú válogatottakban is képviselte Lengyelországot.
2021-ben debütált az U21-es válogatottban. Először a 2021. március 26-ai, Szaúd-Arábia ellen 7–0-ra megnyert barátságos mérkőzés félidejében, Sebastian Walukiewiczet váltva lépett pályára.

## Statisztikák
2023. március 31. szerint
| Klub                          | Szezon   | Osztály      | Bajnokság | Bajnokság | Kupa és Ligakupa | Kupa és Ligakupa | Nemzetközi | Nemzetközi | Összesen | Összesen |
| Klub                          | Szezon   | Osztály      | Meccs     | Gól       | Meccs            | Gól              | Meccs      | Gól        | Meccs    | Gól      |
| ----------------------------- | -------- | ------------ | --------- | --------- | ---------------- | ---------------- | ---------- | ---------- | -------- | -------- |
| Górnik Zabrze                 | 2019–20  | Ekstraklasa  | 2         | 0         | 0                | 0                | —          | —          | 2        | 0        |
| Górnik Zabrze                 | 2020–21  | Ekstraklasa  | 13        | 0         | 0                | 0                | —          | —          | 13       | 0        |
| Górnik Zabrze                 | 2022–23  | Ekstraklasa  | 17        | 3         | 3                | 1                | —          | —          | 20       | 4        |
| Górnik Zabrze                 | Összesen | Összesen     | 32        | 3         | 3                | 1                | 0          | 0          | 35       | 4        |
| Pohronie (kölcsönben)         | 2021–22  | Fortuna Liga | 10        | 0         | 1                | 0                | —          | —          | 11       | 0        |
| Skra Częstochowa (kölcsönben) | 2021–22  | I Liga       | 14        | 1         | 0                | 0                | —          | —          | 14       | 1        |
| Összesen                      | Összesen | Összesen     | 56        | 4         | 4                | 1                | 0          | 0          | 60       | 5        |